# Caroliner Erbstollen
Der Caroliner Erbstollen war ein Erbstollen in Holzwickede-Natorp. Der Stollen wurde auch zeitweise unter den Namen Caroliner Erbstolln, Carolien Erbstollen, Caroline Stolln, Caroline Erbstollen oder Karoliner Erbstollen geführt. Ab 1756 wurde er auch Stollen am Hünenknüfer und ab 1767 Carolina Stollen genannt. Der Caroliner Erbstollen gehörte zum Bergrevier Hörde.

## Geschichte

### Die ersten Jahre
Am 12. Dezember 1735 erfolgte die Mutung des Tiefen Stollen und anschließend wurde der Stollen aufgefahren. Das Stollenmundloch befindet sich am Stuckenberg, 200 Meter östlich der Natorper Mühle. Der Stollen wurde zunächst in einem Querschlag nach Süden vorgetrieben, anschließend überwiegend im Nebenflöz in westlicher Richtung. Im Jahr 1756 weiterer Vortrieb. Am 18. August 1767 wurde die bergbehördliche Genehmigung zur Aufnahme der Kohlenförderung erteilt. Am 2. Oktober desselben Jahres erfolgte die Verleihung der Erbstollengerechtigkeit mit dem Namen Carolien Erbstollen, außerdem erfolgte die allgemeine Belehnung. Laut den Nachweisbüchern der Söldner Fuhrleute gingen im Anschluss daran die Kohlenfuhren zur Saline Königsborn. Am 5. Februar 1768 wurde die Belehnung bis zur Landskrone ausgedehnt. Am 11. November 1774 wurden die Flöze Caroline Nr. 1, 2, und 3 vermessen, im Stollen wurde Kohlenabbau betrieben. Am 20. Juli 1784 wurde der Erbstollen durch den Freiherr vom Stein befahren. Im Jahr 1786 war der Stollen weiterhin in Betrieb. Im Jahr 1789 ereignete sich ein Wassereinbruch aus einem alten Unterwerksbau. 1794 wurde der Kunstschacht Schacht 1 geteuft und im darauffolgenden Jahr in Betrieb genommen. Der Schacht war mit einer Wasserkunst ausgerüstet. Anschließend wurde bis 52 Meter unterhalb der Erbstollensohle Abbau betrieben. Im Jahr 1797 war der Stollen zwar in Betrieb, jedoch erfolgte keine Kohlenlieferung an die Saline Königsborn.

### 19. Jahrhundert
Im Jahr 1800 wurde im Nebenflöz nach Westen der Stollen weiter vorgetrieben, der Kunstschacht und der Förderschacht Henriette waren in Betrieb. Im darauffolgenden Jahr war der Abbau am Kunstschacht beendet und der Kunstschacht wurde samt Wasserkunst stillgelegt. Im Jahr 1805 waren die Schächte Heinrich, Wilhelm, Ludwig und Friederich in Betrieb, der Kohlenabsatz erfolgte an die „Salzcoctur“ in Unna-Königsborn. 1810 wurde der Erbstollen, teilweise im Hauptflöz und teilweise im Nebenflöz, weiter vorgetrieben. Die Schächte Friederich, Feldschacht und Aurora waren in Betrieb. 1815 waren die Schächte Glückauf, Hoffnung, Heinrich, Friederich, Nr. 2, und Neuerschacht in Betrieb. Im Jahr 1820 Vortrieb des Erbstollens im Hauptflöz, die Schächte Luna und Luftschacht waren in Betrieb. Im Jahr 1822 war der Stollen bis unter den Mergel aufgefahren.
1825 waren die Schächte Meyer, Sibilla und Luftschacht in Betrieb. Im Jahr 1830 erreichte der Erbstollen die Markscheide zur Zeche Schwarze Adler, sie lag im Bereich Cranefeld Siepen (heutige Reuterstraße). Die Länge des Stollens ab Stollenmundloch beträgt 1870 Lachter, das sind etwa 3913 Meter. Im Jahr 1840 stieß man im Osten des Feldes Caroline auf das Flöz Hauptflöz. Der Stollen wurde anschließend von der Zeche Schwarze Adler bis zum Jahr 1843 als Sohlenort weiter aufgefahren. Die Gesamtlänge betrug nun 5184 Meter. Die Schächte Gottfried, Luna, Carl, Meyer und Hoffnung waren 1825 in Betrieb. Im selben Jahr wurde damit begonnen, den Schacht Geismar abzuteufen, der Schacht lag an der Markscheide zur Zeche Schwarze Adler. 1832 musste der Abbau mehrfach unterbrochen werden, er wurde im November gänzlich eingestellt und es wurden Reparaturarbeiten durchgeführt.
1835 wurde der Erbstollen von einem neuen Besitzer übernommen, es wurde der tonnlägige Schacht Wilhelmine für den Abbau von Flöz Gottfriedsbank geteuft. Ab Oktober desselben Jahres wieder geringfügige Förderung. Am 26. Juli 1837 erneute Abbaueinstellung und anschließende Schürfarbeiten. Vom 14. Januar bis zum 24. April 1838 wieder geringe Kohlenförderung am Schacht Gottfried, danach weitere Untersuchungsarbeiten. 1840 wurden im östlichen Feld Schürfarbeiten durchgeführt. Zwischen den Jahren 1843 und 1845 erfolgten im Erbstollen nur Reparaturarbeiten. Am 22. März 1844 erfolgte 14 Lachter westlich vom Schacht Geismar die Verstufung des Caroliner Erbstollens durch das Bergamt gegen die Zeche Schwarze Adler. 1846 wurde etwa 80 Meter östlich von Schacht Friederich begonnen, einen tonnlägigen Versuchsschacht zu teufen. Der Schacht war gedacht als Schacht 1 für den späteren Übergang zum Tiefbau und befand sich 60 Meter südlich der heutigen Haus Massener Straße. Am 22. Juli desselben Jahres erfolgte die Verleihung des Geviertfeldes Neu Carolina.
Im Jahr 1847 erreichte der Versuchsschacht bei einer seigeren Teufe von 33 Metern den Erbstollen. Bei einer seigeren Teufe von 13 Metern unterhalb der Erbstollensohle wurde das Teufen eingestellt, Grund hierfür war ein Wasserstau im Erbstollen. Im Dezember desselben Jahres Einstellung aller Arbeiten. Am 12. und 13. Januar 1849 wurden die Geviertfelder Caroline I-IV verliehen. Im Jahr 1854 ging man zum Tiefbau über. Am 14. August 1855 erneuter Besitzerwechsel und Umbenennung in Zeche Caroline. Die bergrechtliche Umbenennung erfolgt am 10. Januar 1873.

## Förderung und Belegschaft
Die im Caroliner Erbstollen abgebauten Kohlen waren Fettkohlen von guter Qualität. Die ersten Belegschaftszahlen stammen aus dem Jahr 1795, es waren 16 Bergleute im Erbstollen beschäftigt. Die ersten Förderzahlen stammen aus dem Jahr 1797, es wurden 22.471 Ringel, das sind rund 1.685 Tonnen, Steinkohle gefördert. 1800 sank die Förderung auf 641 Tonnen Steinkohle. 1805 wurden 1.969 Tonnen und im Jahr darauf 2.033 Tonnen gefördert. 1810 wurden mit 19 Bergleuten 1.271 Tonnen gefördert. Im Jahr 1820 wurden mit 20 Bergleuten 50.000 Scheffel, das sind 2.750 Tonnen, Steinkohle gefördert. 1825 sank die Förderung auf 30.000 Scheffel (1.650 Tonnen). 1830 sank die Förderung erneut auf 1.536 Tonnen. Im Jahr 1832 erneuter Förderrückgang auf 518 Tonnen. Auch in den darauffolgenden Jahren nahm die Förderung ab, 1835 wurden 140 Tonnen gefördert. 1837 stieg die Förderung auf 527 Tonnen. Im Jahr 1840 wurden nur noch 106 Tonnen gefördert. 1841 leichter Förderanstieg auf 135 Tonnen. Die letzten bekannten Förderzahlen stammen aus dem Jahr 1847, es wurden 86 Tonnen Steinkohle gefördert.

## Heutiger Zustand

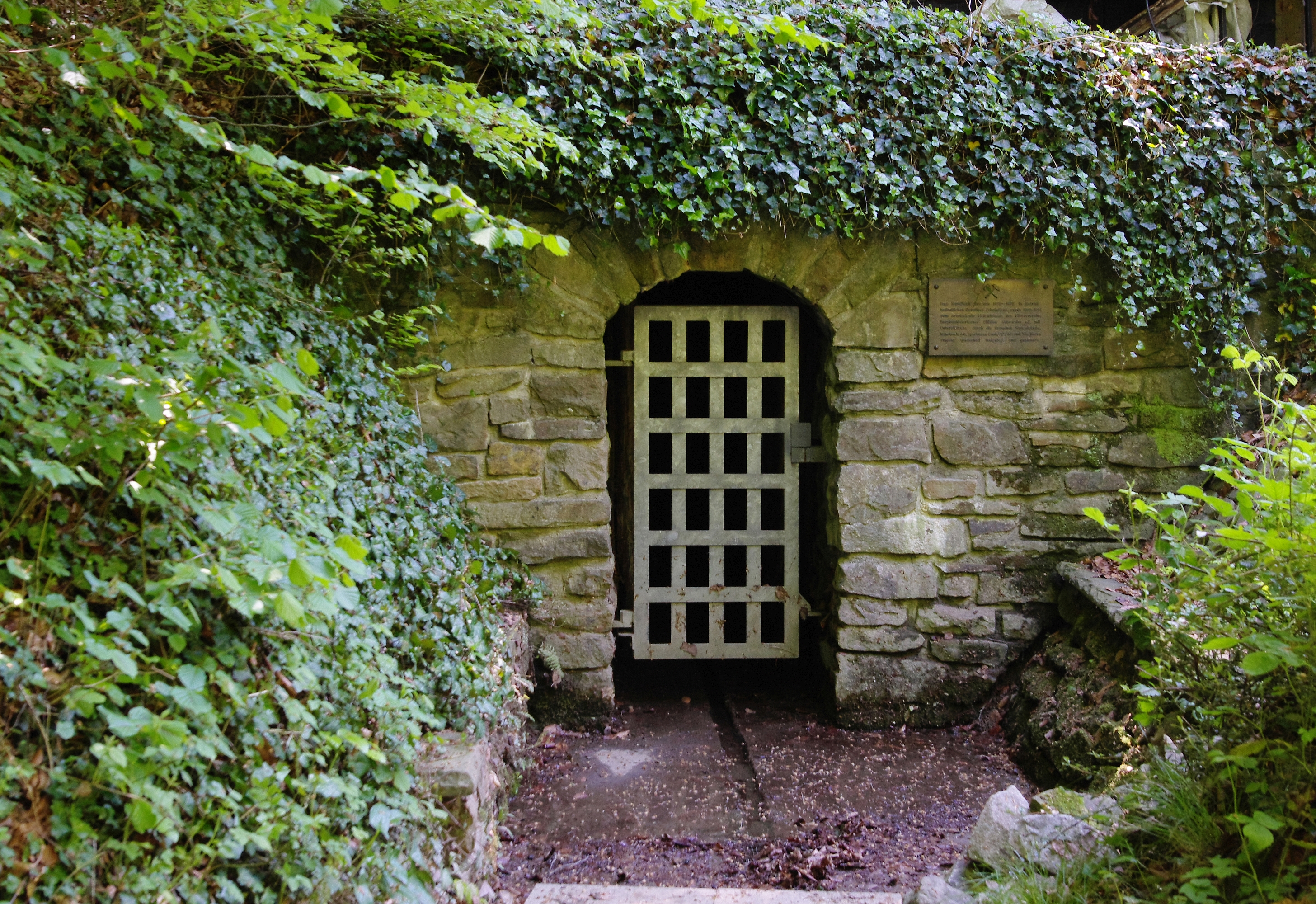
Das Mundloch des Erbstollens

Vom Caroliner Erbstollen ist heute noch das Stollenmundloch vorhanden. Es befindet sich am Holzwickeder Bach an der Wasserstraße in Holzwickede-Natorp, etwa 200 Meter unterhalb der Natorper Mühle. Das Stollenmundloch wurde vor einigen Jahren restauriert und für die Besichtigung zugänglich gemacht. Das Mundloch ist die Station Nr. 22 des Bergbaurundweges Holzwickede. Informationen über die Geschichte des Erbstollens liefert eine in der Nähe des Stollenmundloches aufgestellte Info-Tafel. Im Bereich der Schönen Flöte am Holzwickeder Bach befindet sich die Schachtpinge eines Lichtloches. Diese Pinge ist die Station Nr. 21 des Bergbaurundweges. Außerdem befinden sich in diesem Bereich weitere Einsturzpingen, die von Schächten des Caroliner Erbstollen stammen. Diese Pingen sind die Station Nr. 19 des Bergbaurundweges, sie befinden sich am Waldweg zwischen der Holzwickeder Straße und dem Billmericher Weg.
Ein Lochstein der Zeche Caroline aus dem Jahr 1859 befindet sich seit Mitte 2015 in der Heimatstube Holzwickede.